# Adolf Lindgren (politiker)
Adolf Lindgren, född den 25 maj 1864 i Ölsremma församling, Älvsborgs län, död den 6 december 1938 i Örebro Olaus Petri församling, var en svensk direktör och riksdagsledamot (högern).
Lindgren började som springpojke och utvecklade senare en egen minuthandel till en stor kolonialvarufirma i Örebro. Han testamenterade över 5 miljoner kronor till allmännyttiga ändamål, bland annat 3,6 miljoner kronor till en stiftelse för understöd av jordbrukets utövare i Örebro län.
Lindgren var ledamot av Örebro stadsfullmäktige från 1901 och tillhörde järnvägsrådet 1917. Han var ledamot av riksdagens första kammare 1918–1919 och från 1922, invald i Örebro läns valkrets. Han innehade bland annat ett flertal statliga och kommunala uppdrag och var 1905–35 ordförande i styrelsen för Riksbankens kontor i Örebro.